# Punta Sourela
La Punta Sourela è una montagna delle Alpi Graie alta 1.770 m che fa parte del massiccio del Civrari.

## Descrizione

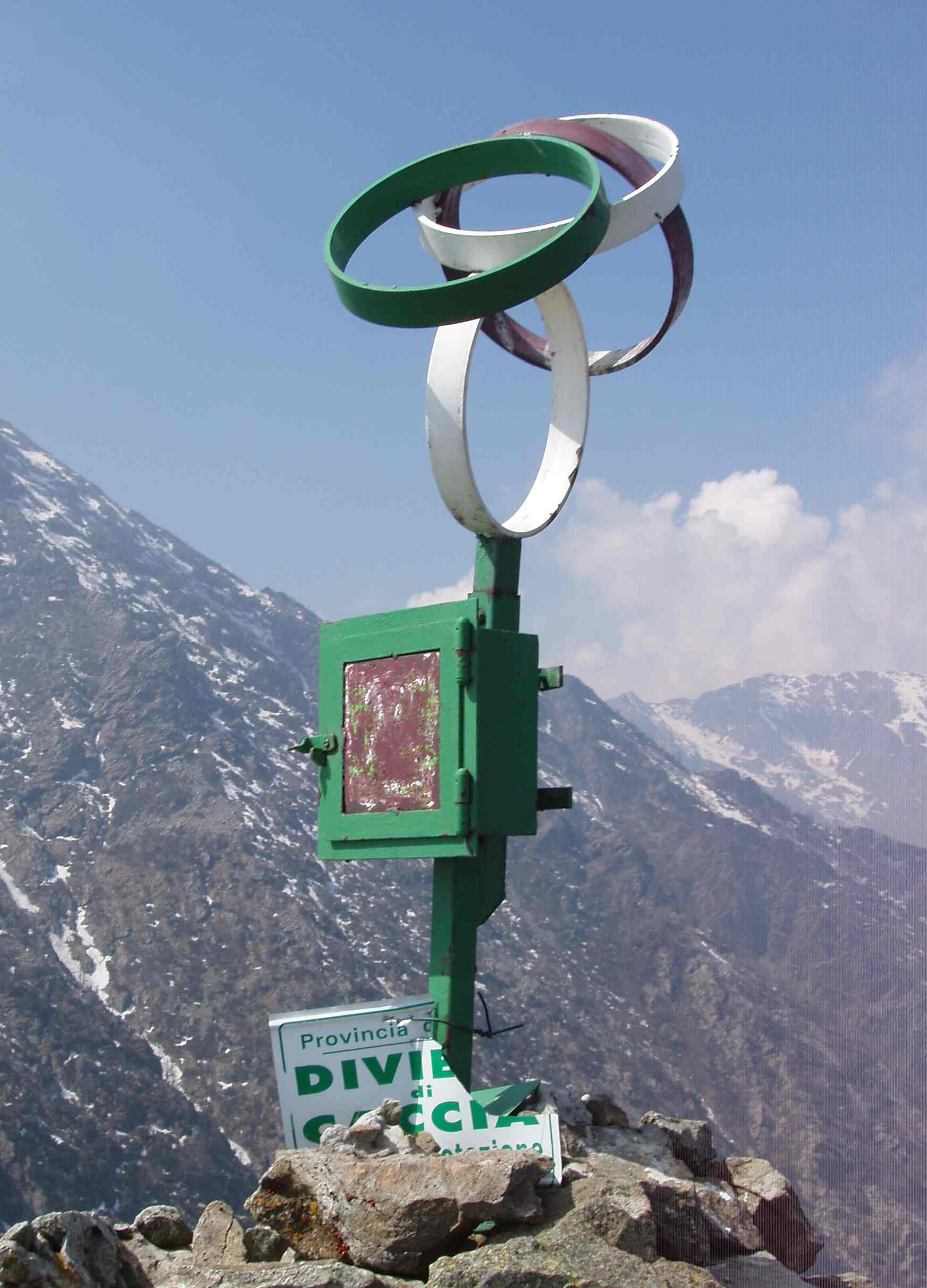
Il segnale metallico sulla cima della montagna

Si trova in Valle di Viù e fa parte del territorio dell'omonimo comune. La montagna appartiene alla cresta spartiacque che staccandosi dalla Punta Imperatoria divide il vallone di Ricchiaglio dal solco principale della Valle di Viù; domina da ovest il paese di Col San Giovanni.

## Accesso alla vetta
La Punta Sourela è di interesse prevalentemente escursionistico ed è raggiungibile d'estate per sentiero da Col San Giovanni.. Più che per l'escursinismo estivo è però nota come una meta per semplici gite scialpinistiche o per salite con le ciaspole .